# Alexandra Marinina

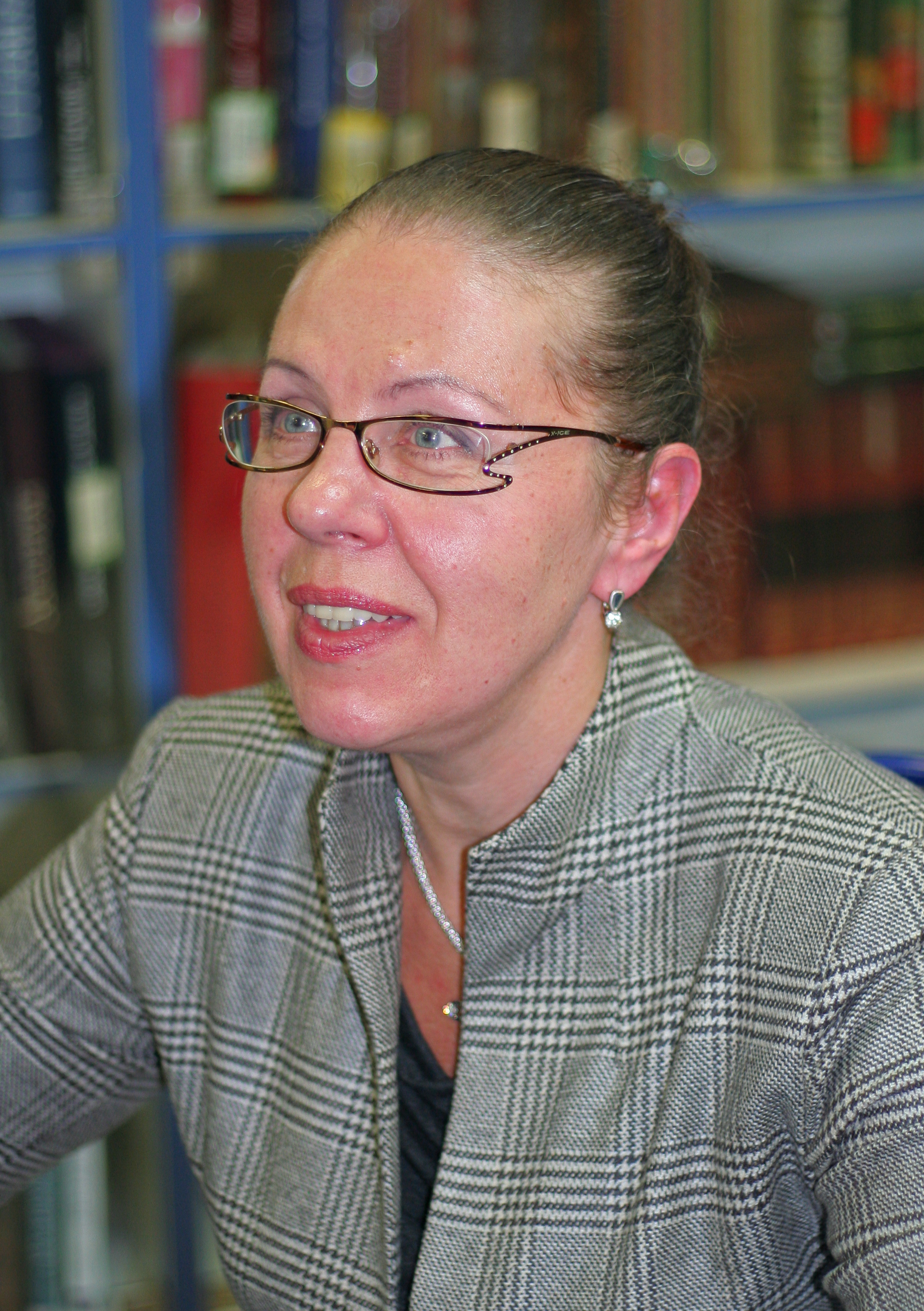
Alexandra Marinina (2010)

Alexandra Marinina (russisch Александра Маринина, wiss. Transliteration Aleksandra Marinina) ist ein Pseudonym für die russische Krimi-Autorin Marina Anatoljewna Alexejewa (russ. Марина Анатольевна Алексеева; * 16. Juli 1957 in Lemberg).
Marinina studierte Jura und arbeitete 20 Jahre lang in der Miliz für das russische Innenministerium (MWD). 1992 begann sie Kriminalromane zu schreiben. Die Serienheldin der meisten Romane ist Anastasija Kamenskaja, Kriminalistin bei der Moskauer Miliz.
Viele ihrer Bücher sind von der deutschen Schriftstellerin Natascha Wodin ins Deutsche übertragen worden.

## Auf Deutsch erschienene Bücher
- Auf fremden Terrain – Anastasijas erster Fall
- Der Rest war Schweigen – Anastasijas zweiter Fall
- Mit verdeckten Karten – Anastasijas dritter Fall
- Tod und ein bisschen Liebe – Anastasijas vierter Fall
- Die Stunde des Henkers – Anastasijas fünfter Fall
- Widrige Umstände – Anastasijas sechster Fall
- Mit tödlichen Folgen – Anastasijas siebter Fall
- Im Antlitz des Todes – Anastasijas achter Fall
- Der gestohlene Traum – Anastasijas schwerster Fall

Die Reihenfolge der deutschen Übersetzung repräsentiert nicht die Reihenfolge der Handlung. Eigentlich ist der sechste Fall der Erste. In Russland sind bislang über 40 Bücher von Marinina erschienen.
Chronologische Reihenfolge:
- Widrige Umstände
- Auf fremden Terrain
- Der gestohlene Traum
- Der Rest war Schweigen
- Mit verdeckten Karten
- Tod und ein bisschen Liebe
- Mit tödlichen Folgen
- Die Stunde des Henkers
- Im Antlitz des Todes